# Oktanitrokubán
Az oktanitrokubán egy kivételesen nagy teljesítményű kémiai robbanóanyag. Ütésérzékenység tekintetében hasonlóan érzéketlen, mint a TNT, de annál hozzávetőleg 2,7-szer nagyobb relatív hatóerejű. Molekulájának vázát a szabályos kocka alakú kubán alkotja. Itt azonban a szénatomok egy-egy szabad vegyértékét nem hidrogének, hanem nitrocsoportok (-NO2) kötik le.
A jelenleg használatban lévő legnagyobb hatóerejű robbanóanyagnál, az oktogénnél 20-30%-kal nagyobb teljesítményű. Ez több tényezőnek köszönhető. Az egyik legfontosabb, hogy a szabályos kocka szerkezetű kubán-vázban 90°-os szén-szén kötésszögek igen nagy energiát képviselnek. Felhasadásukkor jelentős energia szabadul fel. Második tényező a kiemelkedően nagy sűrűség. A 2,1 g/cm³-es érték az ismert szerves (fémes elemet nem tartalmazó) robbanóanyagok között a legnagyobb. Továbbá lényeges még, hogy a molekula nem tartalmaz hidrogént és így robbanáskor csak viszonylag nagyobb molekulatömegű gázok (CO2 és N2) képződnek, víz viszont nem. A vegyület oxigénegyenlege az ideálisnak tekinthető 0%.
Robbanásakor minden egyes oktanitrokubán molekulából 12 molekula gáz képződik:
C8N8O16 → 8 CO2 + 4 N2

## Előállítása
Az oktanitrokubánt elsőként – közel 20 év kutatómunka után – 1999-ben Philip Eaton és Mao-Xi Zhang szintetizálta a chicagói egyetemen. Már a kubán előállítása is roppant bonyolult és költséges, az oktanitrokubáné pedig még ennél is összetettebb. Egy 2006-os adat szerint is egy legkevesebb 40-lépéses szintézissel lehet előállítani, amiből következik, hogy egyelőre csak laboratóriumi méretben (maximum néhány gramm) érdemel említést. Nagyipari előállítása jelenleg nem megoldott.

## Külső hivatkozások
- Robbanóanyagok világa, 1. rész (PDF)
- Robbanóanyagok világa, 2. rész (PDF)[halott link]
- Robbanóanyagok világa, 3. rész (PDF)